# Església de la Sang d'Onda
L'església de la Sang d'Onda, anomenada de Santa Margarida si més no fins al segle xvi, d'estil gòtic, és un temple catòlic situat dins el clos antic de la població, acostat a les antigues muralles de la vila, i amb accés pel carrer de la Sang.

## Història
L'església fou construïda en la segona meitat del segle xiii, poc després de la concessió de la carta de poblament (1248), a iniciativa de l'Orde del Temple, però les primeres notícies són de 1305, quan es fa una assemblea en ella per a dur a terme la partició dels termes d'Onda i Vila-real.
Des de l'1 d'agost de 1895 fins a l'any 1971 l'església formà part de la residència o convent de la Sang, carmelita, situat als peus del temple, i dependent del Convent del Carme. Posteriorment la residència fou enderrocada i l'església cedida al bisbat.
Una bomba caiguda en la guerra civil va destruir part del sostre, i una reparació inadequada provocà humitats que acabaren soscavant la falsa volta i caient una part, la qual cosa permeté descobrir un enteixinat amb pintures mudèjars del mateix període que la construcció del temple.
En 1974 es va enderrocar la falsa volta i es va netejar dels afegitons barrocs l'església. En els anys 1980 i 1982, el Ministeri de Cultura restaura la coberta, les pintures de l'enteixinat, es piquen els murs interiors, s'enderroca el cor, es restauren els capitells i, es fa l'arrebossat de la façana i la torre.

## Arquitectura
Per les seues característiques —arcs diafragma, sostre de fusta i portada de mig punt— es pot adscriure al gòtic de transició o arquitectura de conquesta, més per les limitacions econòmiques d'un període d'assentament de la població que per consideracions formals pròpies de l'estil cistercenc.

### Estructura
El temple és una única nau de planta quadrilàtera allargada (de 14 x 8,60 m aproximadament) amb quatre trams separats per arcs diafragmàtics apuntats carregats sobre pilastres rectangulars, on el capitell és una simple motllura. La nau ha estat escurçada, ja que hi ha un arc pegat a la paret dels peus, i en els inicis hi tindria cinc trams. Les parets perimetrals són gruixudes i els arcs no són paral·lels entre si, ja que els dos dels peus s'adapten a l'obertura d'accés, que es troba entre ells, al costat de l'Epístola. La sostrada és de fusta, a dos vessants, coberta per teules. La capçalera és plana i darrere, la sagristia, la torre campanar de planta quadrada i, un vestíbul amb un accés secundari.
A l'interior destaca l'enteixinat, ornat amb motius heràldics i geomètrics, del qual sols es conserven dos trams, ja que reparacions posteriors han eliminat part del cobriment original. Els colors utilitzats són el roig, el groc i el negre. En les bigues entre els arcs, els taulons plans paral·lels al sòl, i en els taulons menuts que cobreixen el buits entre les bigues i els travessers es concentrava la decoració. Les bigues són les peces on millor es manté la policromia, amb set escuts en cada biga enllaçats per franges horitzontals roges i negres, alternant escuts del Temple i escuts nobiliaris, aquests darrers emmarcats amb un estel de vuit puntes format amb ratlles i cercles.

### Portada
La portada és un arc atrompetat de mig punt amb 13 dovelles radials, tres arquivoltes de secció circular, i una motllura exterior que tanca l'arc. Emmarca la portada, des de la imposta, un arrabà. La imposta forma una cornisa, decorada la part inferior amb motius vegetals. Els brancals estan incomplets, ja que han desaparegut les columnes que connectaven els basaments a les impostes, i suportaven les arquivoltes.
És una portada de transició, amb pervivències estructurals romàniques però decoració plenament gòtica. La qualitat del treball de la pedra suggereix una execució més tardana que la resta de l'edifici.